# Тур Ирана
Тур Азербайджа́на (Ира́н) также известный как Тур Ира́нского Азербайджа́на или Тур Азербайджа́на — ежегодная многодневная шоссейная велогонка, проводимая в Иране с 1986 года и названная в честь Иранского Азербайджана. Гонка категории UCI 2.1, является частью Азиатского тура UCI. Тур Ирана — самый престижный велотур в Иране и самый старый велотур в Азии. Как правило проводится в мае.
Маршрут тура начинается из Тебриза, крупнейшего города Иранского Азербайджана, проходит через озеро Урмия, Урмию, Джульфу, Мешгиншехр, Сарейн и Калейбар, а затем финиширует в Тебризе.

## История
Тур Ирана был основан в 1986 году Асгаром Ходаяри и Акбаром Гохархани под названием Тур озера Урмия.
С 1986 по 1998 год в велотуре выступали только спортсмены-любители, в 1999 году к туру присоединились спортсмены обладающие профессиональным статусом, однако профессиональным турнир оставался лишь один год, и туры 2000 и 2001 годов снова имели любительский статус. В 2003 году в туре вновь приняли участие профессионалы. В 2005 году после создания Континентальных туров UCI — континентальных соревнований по шоссейному велоспорту, проводимых под эгидой международного союза велосипедистов, Тур Ирана присоединился к UCI Asia Tour.
Места проведения этапов тура, в различные годы его проведения, несколько раз изменялись. В 2010 году один из этапов тура был проведён в Нахичевани, автономной республике Азербайджана. В 2013 году Azerbaijan International Cycling Tour был официально переименован организаторами в Tour of Azerbaijan (Iran).
В 2016 году впервые в туре приняла участие команда из США, Team Illuminate. Представители команды заявили, что хотят показать, «как велоспорт может объединять людей».
32-й выпуск тура (2017 год) был перенесён с мая на октябрь, чтобы избежать совпадения с президентскими выборами в Иране. Руководство тура объявило, что в последующие годы расписание будет, как обычно, весенним.
В 2020 и 2021 годах гонка не проводилась из-за пандемии COVID-19.
В 2022 году тур состоял из пяти этапов протяжённостью от 89 (последний этап критериум в Тибризе) до 197,9 километров. Проводился с 29 сентября по 3 октября. В 2023 году старт тура предварительно назначен на 10 июня.

## Призёры
| Год  | Победитель               | Второй              | Третий                |
| ---- | ------------------------ | ------------------- | --------------------- |
| 1986 | Mohammad Reza Bajool     | Davoud Zeynali      | Abdolqasem Rahmaniyan |
| 1987 | Mohammad Reza Bajool     | Hassan Milani       | Ahad Pourniyazi       |
| 1988 | Mohammad Reza Bajool     | Akbar Amjadi        | Mehran Safarzadeh     |
| 1989 | Hussain Mahmoudi Shahvar | Mostafa Chaychi     | Алиреза Зангиабади    |
| 1990 | Hussain Mahmoudi Shahvar | Abas Ismaili        | Алиреза Зангиабади    |
| 1991 | Tamer Avral              | Ayhan Aytakin       | Jamal Sheykhooni      |
| 1992 | Hassan Sharifzadeh       | Khosrow Qamari      | Hussain Eslami        |
| 1993 | Каста Колов              | Majid Vafaei        | Hossein Azari         |
| 1994 | Дмитрий Катмаков         | Majid Sheyk         | Манис Шаблони         |
| 1995 | Юрий Чехов               | Валерий Титов       | Хоссейн Аскари        |
| 1996 | Сергей Белоуссов         | Ахад Каземи         | Юрий Косонов          |
| 1997 | Андрей Мизуров           | Валерий Титов       | Сергей Белоуссов      |
| 1998 | Ахад Каземи              | Гадер Мизбани       | Андрей Кашин          |
| 1999 | Ахад Каземи              | Хоссейн Аскари      | Гадер Мизбани         |
| 2000 | Гадер Мизбани            | Hossein Maleki      | Ахад Каземи           |
| 2001 | Ахад Каземи              | Хоссейн Аскари      | Вазген Голиджаниян    |
| 2002 | Гадер Мизбани            | Мерт Мутлу          | Ахад Каземи           |
| 2003 | Ахад Каземи              | Мехди Сохраби       | Павел Невдах          |
| 2004 | Алексей Колесов          | Мостафа Сейед-Резаи | Мерт Мутлу            |
| 2005 | Гадер Мизбани            | Ахад Каземи         | Омар Хасанин          |
| 2006 | Гадер Мизбани            | Ахад Каземи         | Мостафа Сейед-Резаи   |
| 2007 | Хоссейн Аскари           | Гадер Мизбани       | Рахим Эмеми           |
| 2008 | Хоссейн Аскари           | Гадер Мизбани       | Ахад Каземи           |
| 2009 | Ахад Каземи              | Хоссейн Аскари      | Гадер Мизбани         |
| 2010 | Гадер Мизбани            | Амир Заргари        | Хоссейн Аскари        |
| 2011 | Мехди Сохраби            | Хоссейн Аскари      | Гадер Мизбани         |
| 2012 | Хавьер Рамирес           | Аббас Саейди Танха  | Хоссейн Аскари        |
| 2013 | Гадер Мизбани            | Милан Кадлец        | Амир Колахдожаг       |
| 2014 | Гадер Мизбани            | Самад Паурсеиди     | Рамин Мехрабани       |
| 2015 | Самад Паурсеиди          | Рахим Эмеми         | Рамин Мехрабани       |
| 2016 | Самад Паурсеиди          | Рахим Эмеми         | Арвин Моаземи         |
| 2017 | Роб Рудж                 | Илья Давиденок      | Никола Тоффали        |
| 2018 | Дмитрий Соколов          | Мерон Абрахам       | Венантас Лашинис      |
| 2019 | Савва Новиков            | Кристиан Райляну    | Юсеф Региги           |
| 2022 | Джанни Маршан            | Саид Сафарзаде      | Давит Йемане          |
| 2023 | Саид Сафарзаде           | Анатолий Будяк      | Антон Кузьмин         |